# Nemoura oropensis
Nemoura oropensis är en bäcksländeart som beskrevs av Ravizza, C. och Ravizza-dematteis 1980. Nemoura oropensis ingår i släktet Nemoura och familjen kryssbäcksländor. Inga underarter finns listade i Catalogue of Life.